# Route principale 9 (Suisse)
Pour les articles homonymes, voir H9 et Route 9.
La Route principale 9 (Hauptstrasse 9(de)) est une route principale suisse reliant Vallorbe (frontière française) à Gondo (frontière italienne), en passant par Lausanne, Vevey, Montreux, Martigny, Sion, Sierre, Brigue et le col du Simplon.
La route du col du Simplon, entre Brigue et Gondo, est intégrée dans le réseau des routes nationales. Sur cette section, la H9 est en tronc commun avec la route à trafic mixte A9S.

## Parcours
- E 23 N 57  (Doubs, France)
- Douane du Creux (frontière)
- 132 vers Ballaigues
- Le Pontent
- Vallorbe, route vers vallée de Joux

- -  Pont sur l'Orbe
- Bretonnières

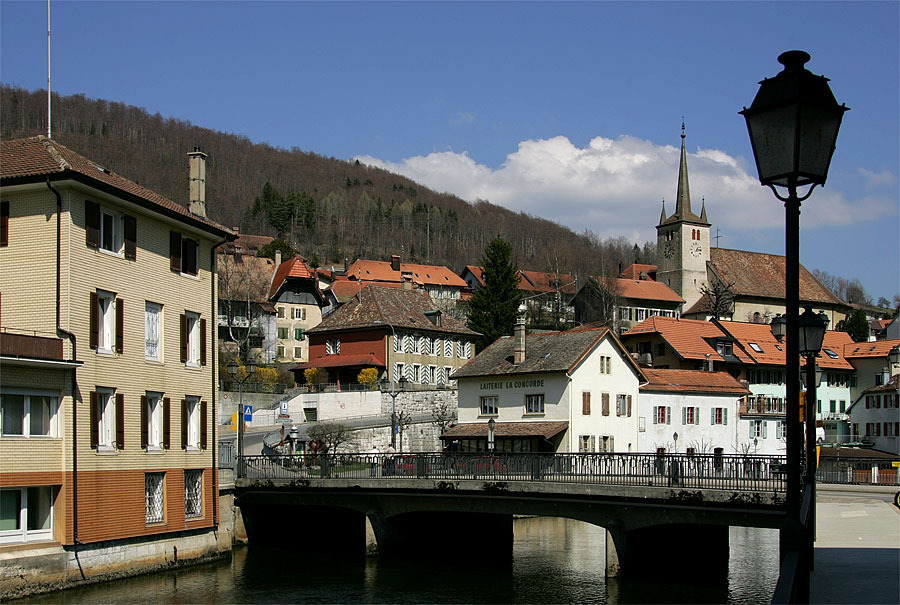
Pont sur l'Orbe à Vallorbe.

- Croy, 130 vers Yverdon / Vallée de Joux
- Pompaples pont sur le Nozon
- La Sarraz, 133 vers Orbe / Oulens + Ligne de partage des eaux entre plusieurs bassins versants Ligne de partage des eaux entre mer du Nord et mer Méditerranée.
- Tronc commun avec la 133 dans la traversée de La Sarraz.
  -  Pont sur la Venoge
- Tronc commun avec la 124 jusqu'à Penthaz.

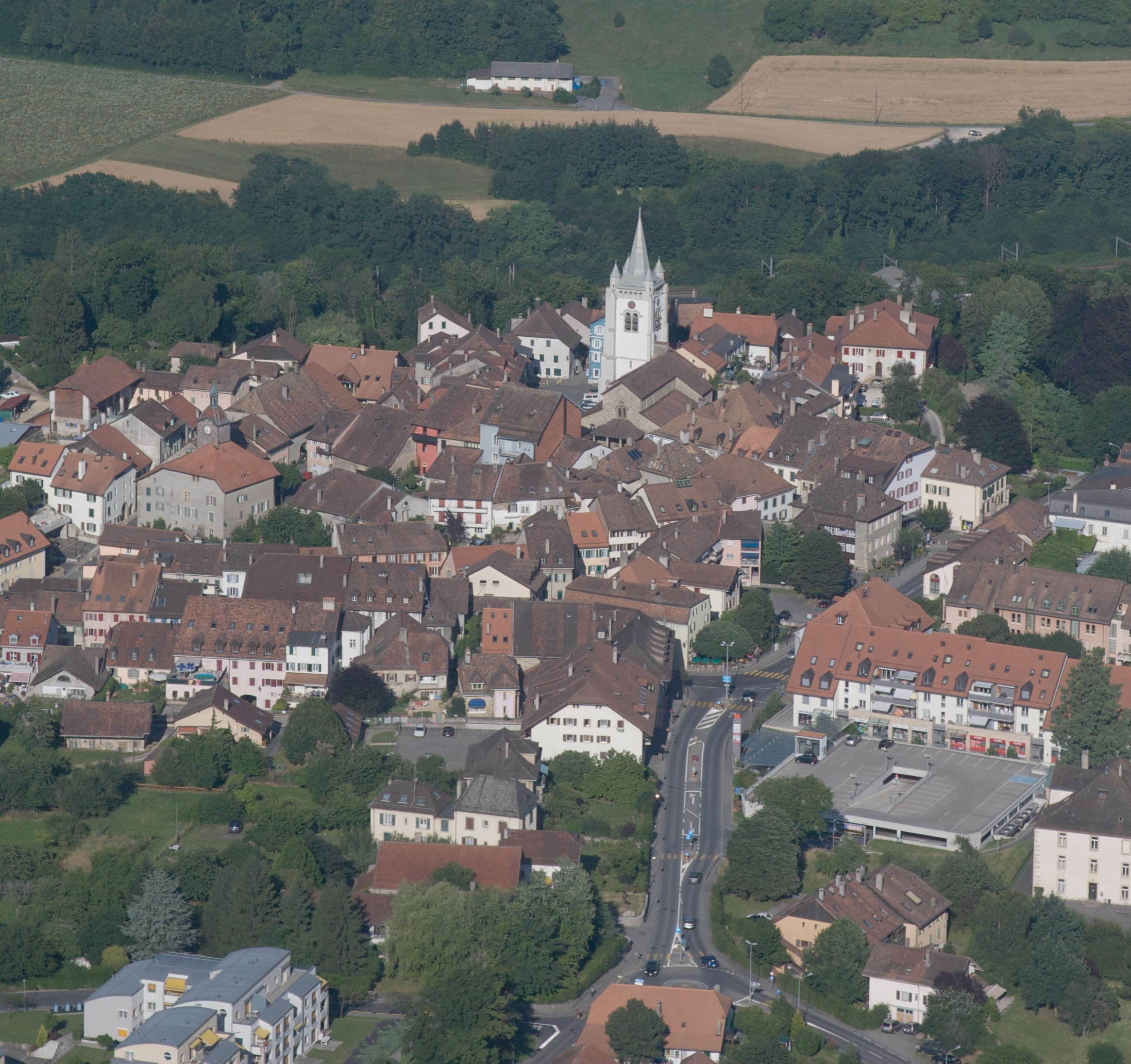
Intersection à Cossonay entre la H9, au centre, et la H129 et la H124 qui se rejoignent au giratoire en bas de l'image.

- Cossonay, 124 vers Nyon / Cheseaux-sur-Lausanne et 129 vers Morges / col du Mollendruz
- 124
- Cossonay-Gare
- Penthalaz  Pont sur la Venoge
- Penthaz, 124
- Mex
- Crissier,      135 vers Préverenges / Cheseaux et 136 vers St-Sulpice / Renens
  -  Pont sur la Sorge
  -  Pont sur la Mèbre

- Lausanne         134 137 138 139 141 150
  -  Pont sur la Vuachère
  -  Pont sur la Paudèze
- Lutry   138 vers Ecublens
  -  Pont sur la Lutrive
- Villette
- Cully

- Treytorrens
  -  Pont sur le Forestay
- Rivaz
- Saint-Saphorin
  -  Pont sur la Salence
- Corseaux 140 vers Chexbres
- Vevey  
  -  Pont sur la Veveyse
  -  Pont sur l'Oyonnaz
- La Tour-de-Peilz
- Clarens

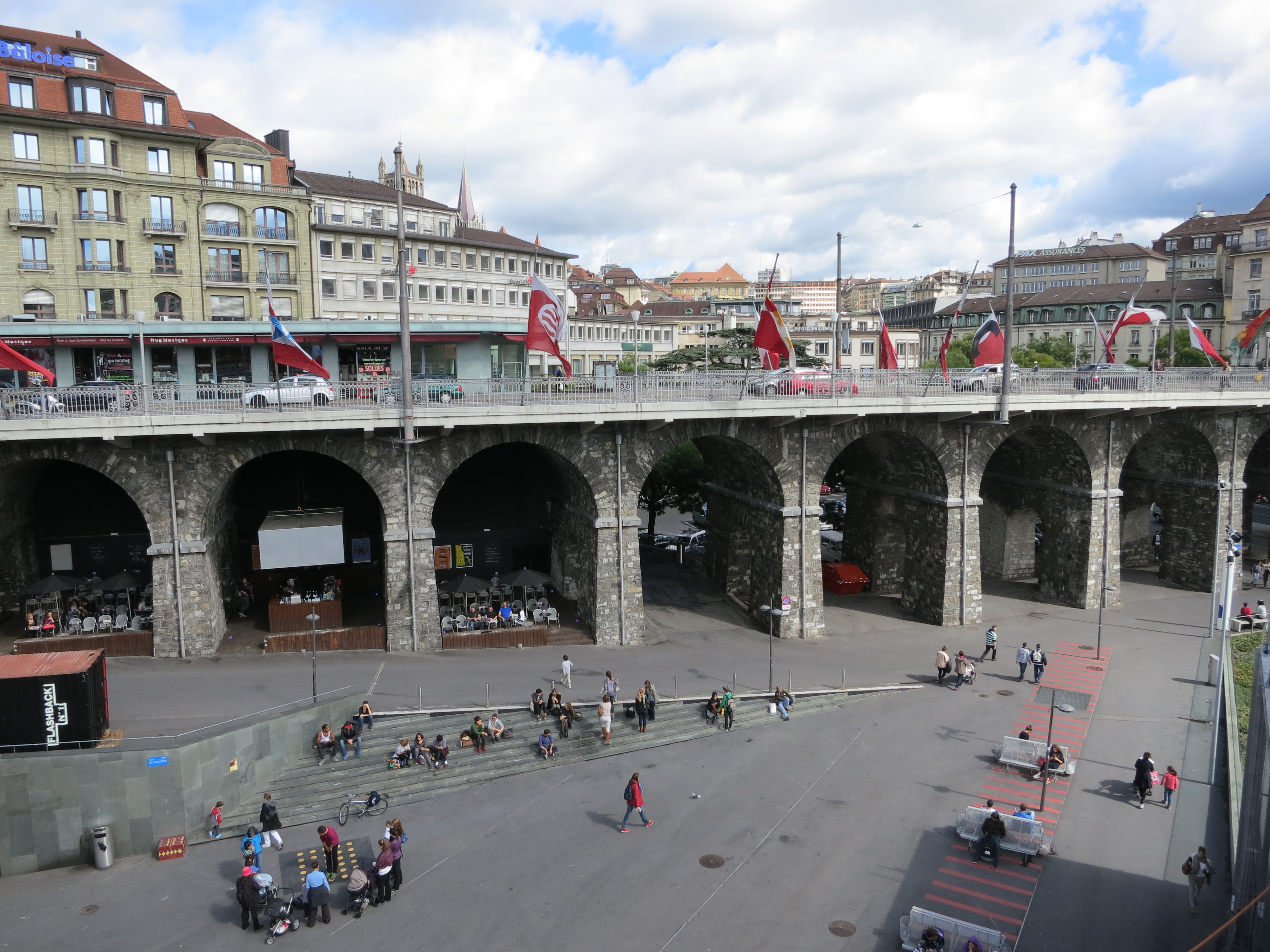
Le Grand Pont au centre de Lausanne par lequel passe la H 9.

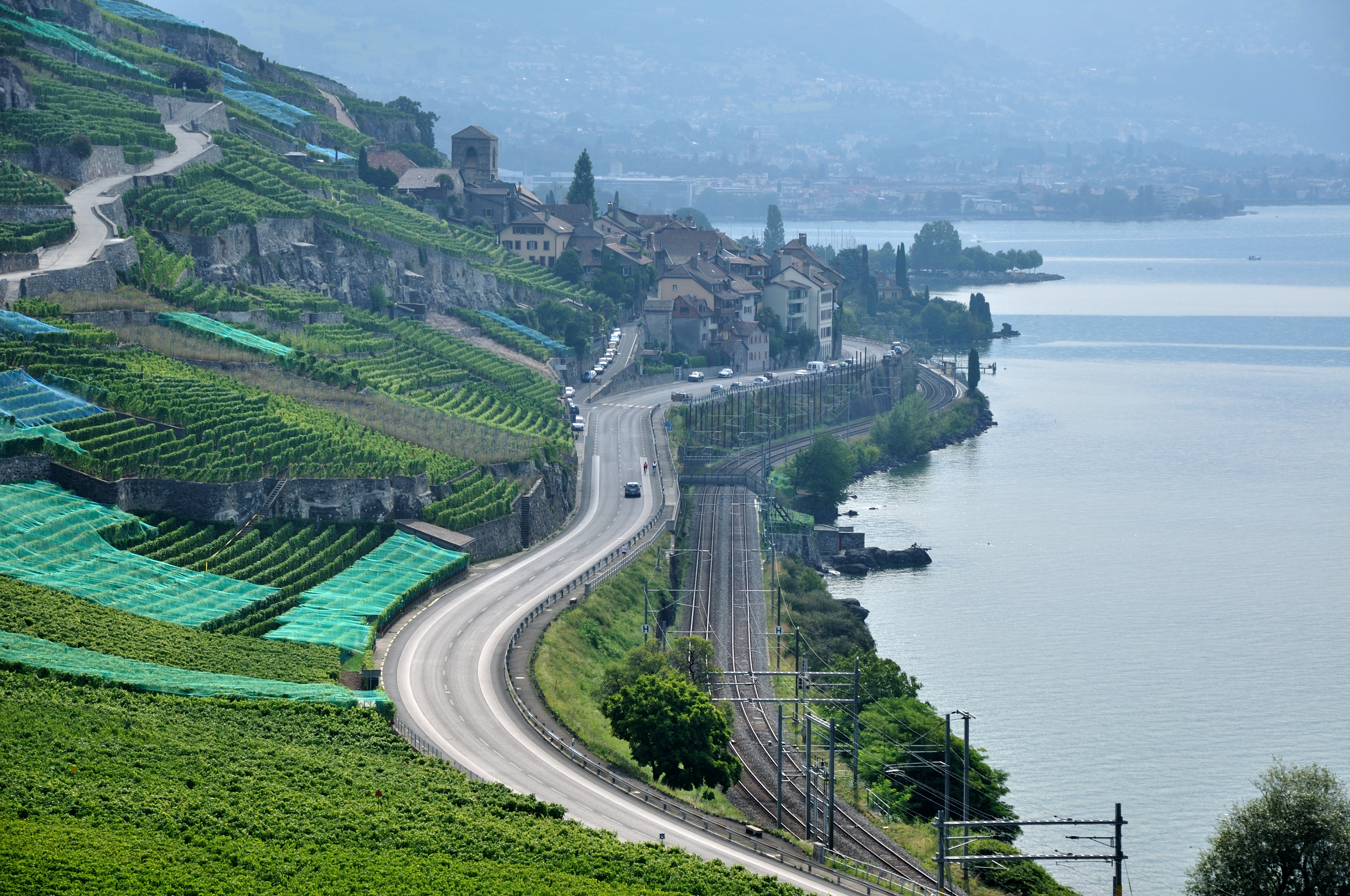
Le long du lac Léman en Lavaux.

  -  Pont sur la Baye de Clarens
- Montreux  et  
  -  Pont sur la Baye de Montreux
- Territet
  -  Pont sur la Veraye

- Veytaux
- Chillon
- Grandchamp
- Villeneuve
  -  Pont sur la Tinière
  -  Pont sur l'Eau Froide
- Rennaz    144 vers
- Roche
- Yvorne
- Tronc commun avec la  jusqu'à Aigle.
  -  Pont sur la Grande Eau
- Aigle
- Ollon (Saint-Triphon)    145 147
  - Pont sur la Gryonne
- Bex    et , tronc commun avec la  jusqu'à Martigny.
  -  Pont sur l'Avançon

- -  Pont sur le Rhône ( Vaud -  Valais)
- Saint-Maurice    146 VS 330 VS 331
- Evionnaz VS 103 VS 335
- La Balmaz
- Miéville
- Vernayaz VS 103
- VS 340
- Martigny  et     203 VS 71 VS 102
- Charrat VS 73 VS 75
- Saxon   VS 72 VS 74 VS 503
- Riddes   VS 501 VS 502
  -  Pont sur le Rhône
- Saint-Pierre-de-Clages VS 501
- Ardon VS 71
- Ballavaud 
  - Pont sur la Luzerne
- Magnot
- Vétroz
- Conthey   sortie 25 VS 66 VS 68 VS 504
  -  Pont sur la Morge
- Pont-de-la-Morge
- Châteauneuf
- Sion   E206 E207 VS 44 VS 57 VS 506 VS 507
- Uvrier VS 52
  - Pont sur la Liène
- Saint-Léonard VS 52
- Sierre/Siders   208 210 210.1 VS 44 VS 48 VS 606 VS 629 VS T9
- Raspille
- Salgesch/Salquenen VS 32

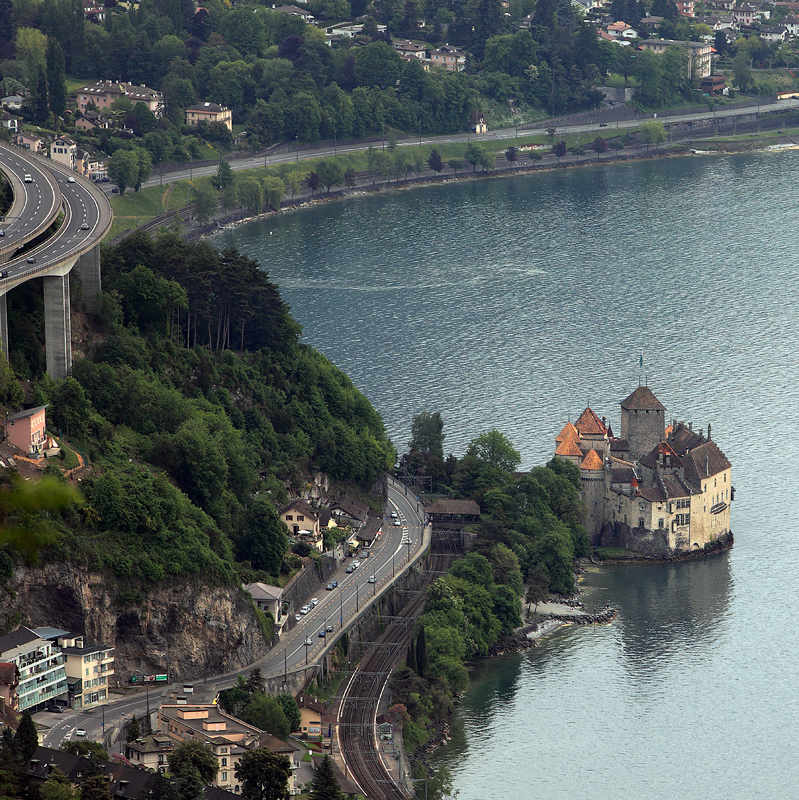
Autoroute A9, H 9 et château de Chillon.

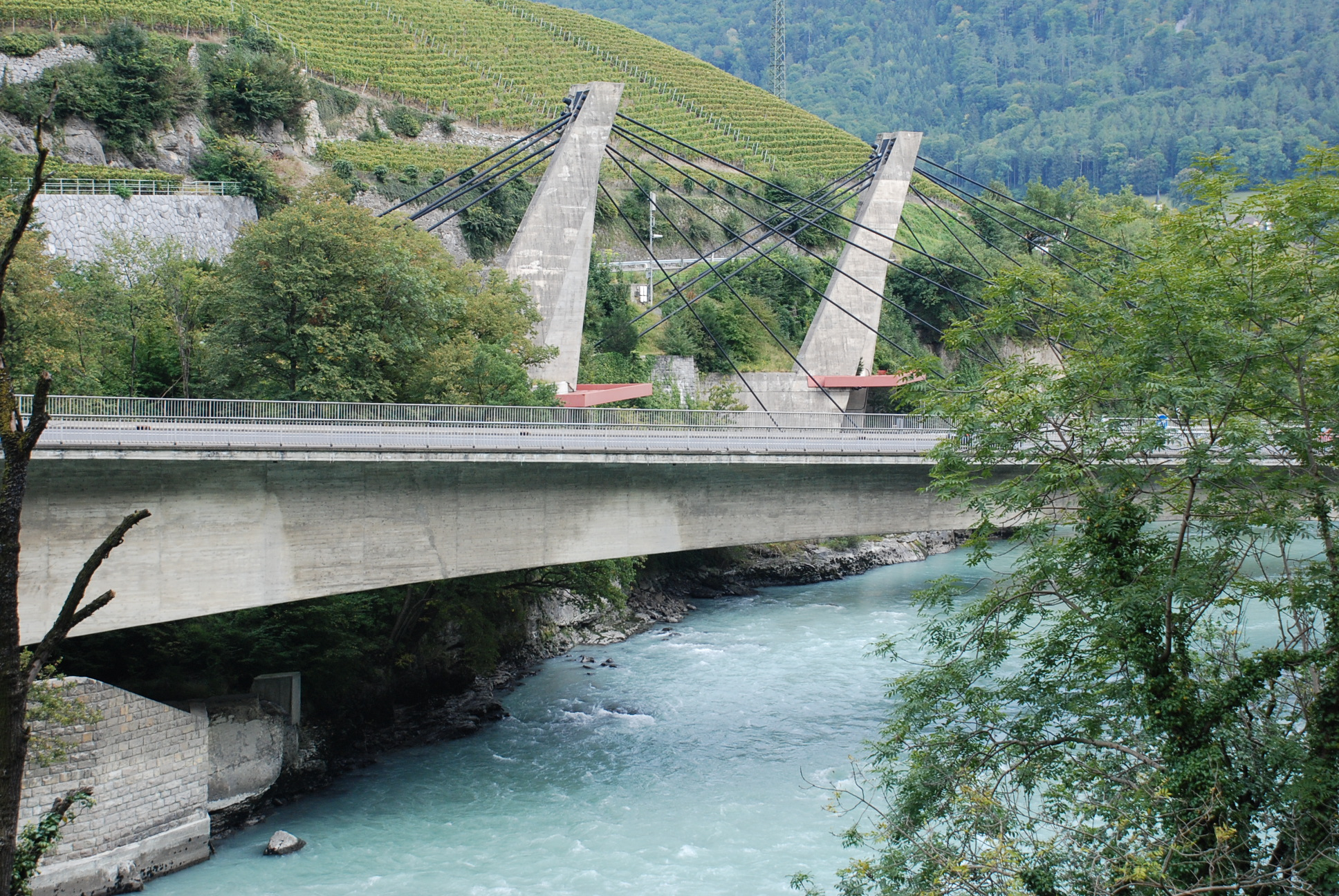
Saint-Maurice, ponts de la H9 et de la A9 en arrière-plan.

  -  Pont sur le Rhône (Rotten)

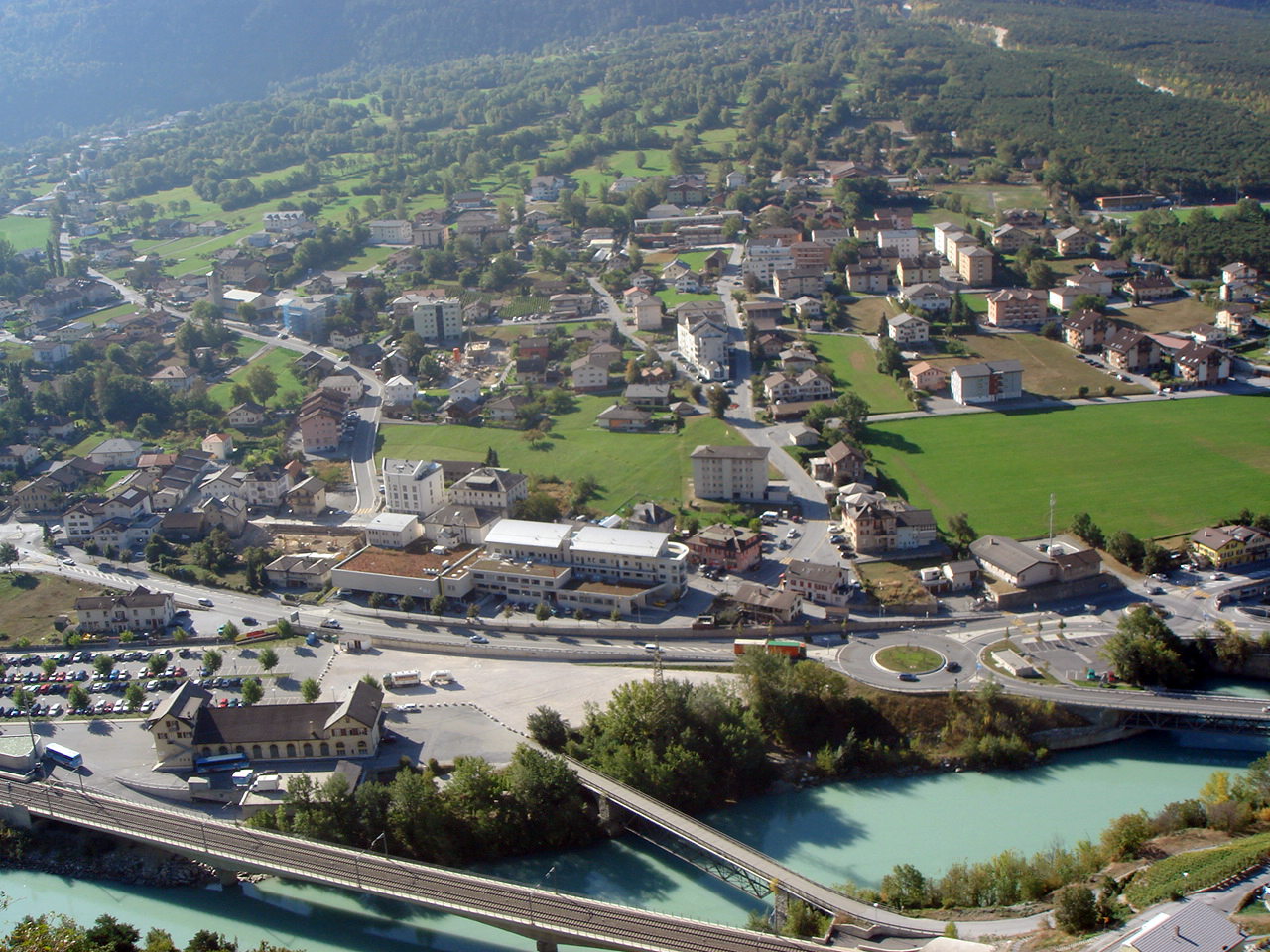
La Suste (Susten), la H9 ponts de la H9 et de la A9 en arrière-plan.

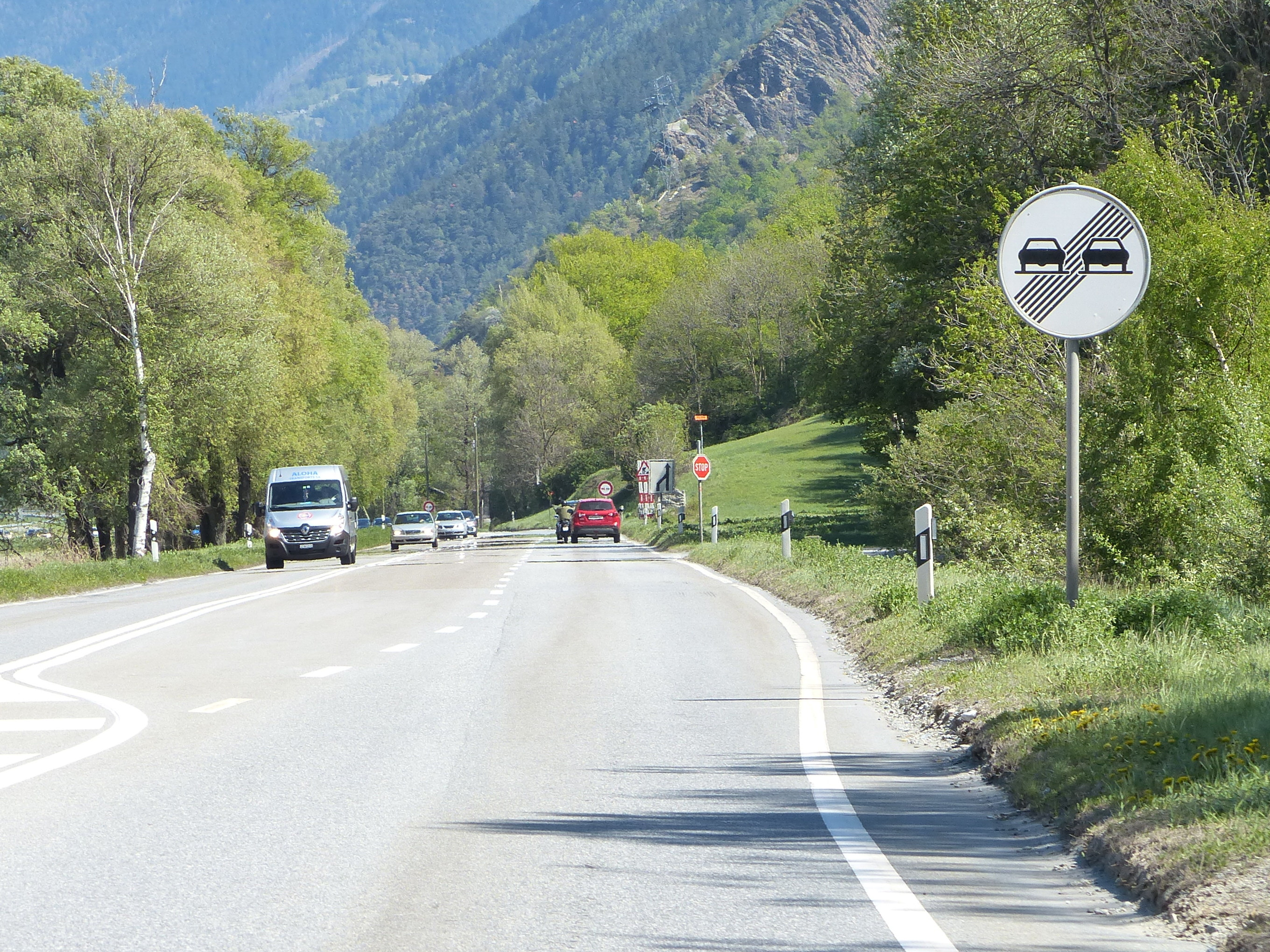
La route principale 9 entre Gampel-Steg et Turtig.

- Susten   211 VS 701 VS 725
- Gampinen VS 28
- Agarn VS 28
- Turtmann VS 26 VS 183

- Gampel-Steg 509
- VS 23
- sortie 31
- Turtig VS 22 VS 706
- VS 21
- Visp (Viège) 212 VS 12 VS 14 VS 20 VS 33 VS 721
  - Pont sur la Vispa
- Eyholz VS 11
- VS 10
- Gamsen VS 10
- Brig-Glis (Brigue)   9s  () 214 215  Simplon Lötschberg
  - Pont sur la Saltina
- Lingwurm
- Ried-Brig  9s VS 7
- Obertärmu

- Basweri
- Schallberg  9s
- 9s
- Route prioritaire   Schallberg

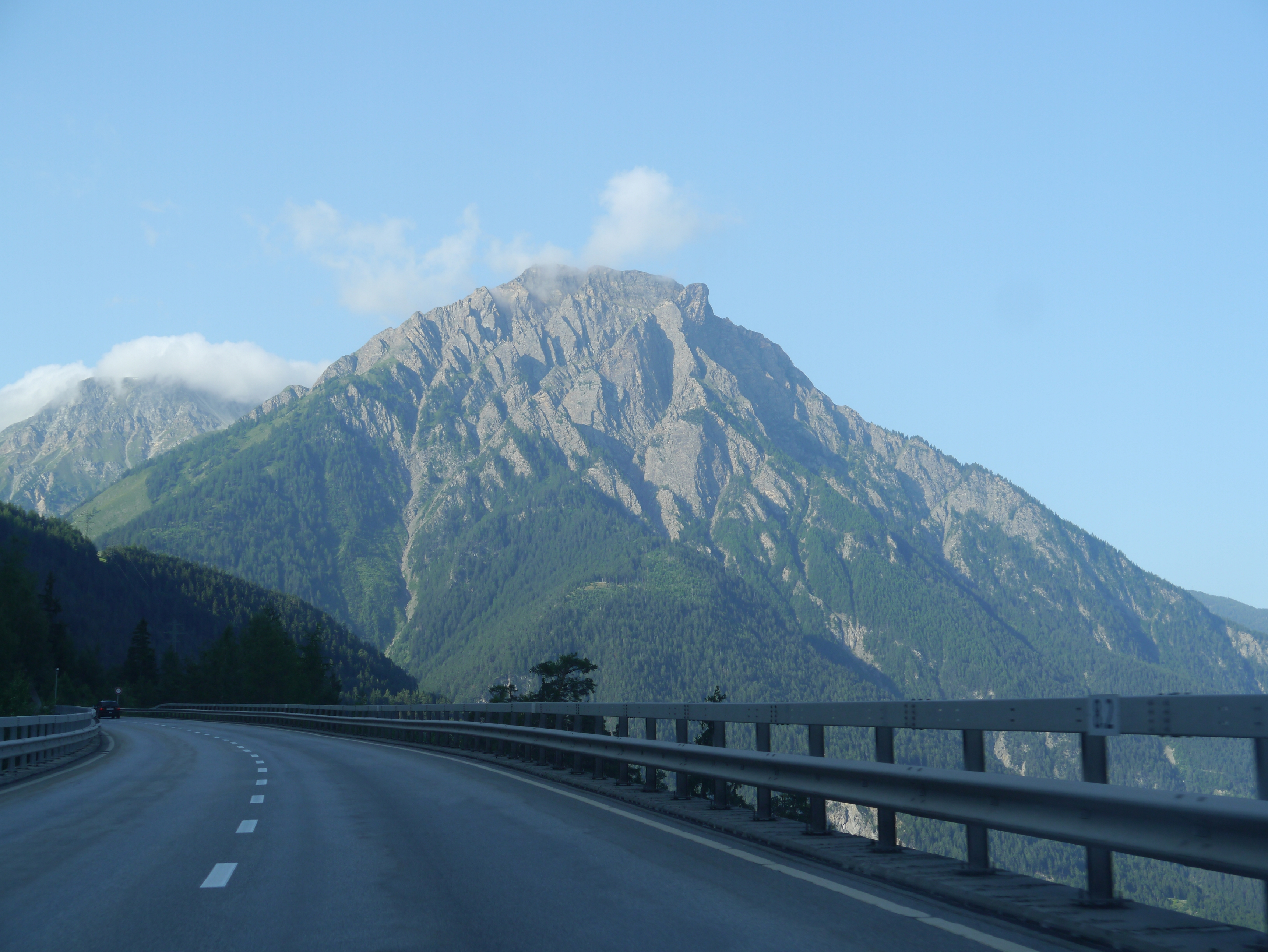
Montée sur le versant nord du Simplon.

  -  Pont de Schallberg (100 m)
  -  Aire de repos  (dans le sens Brig - Domodossola)

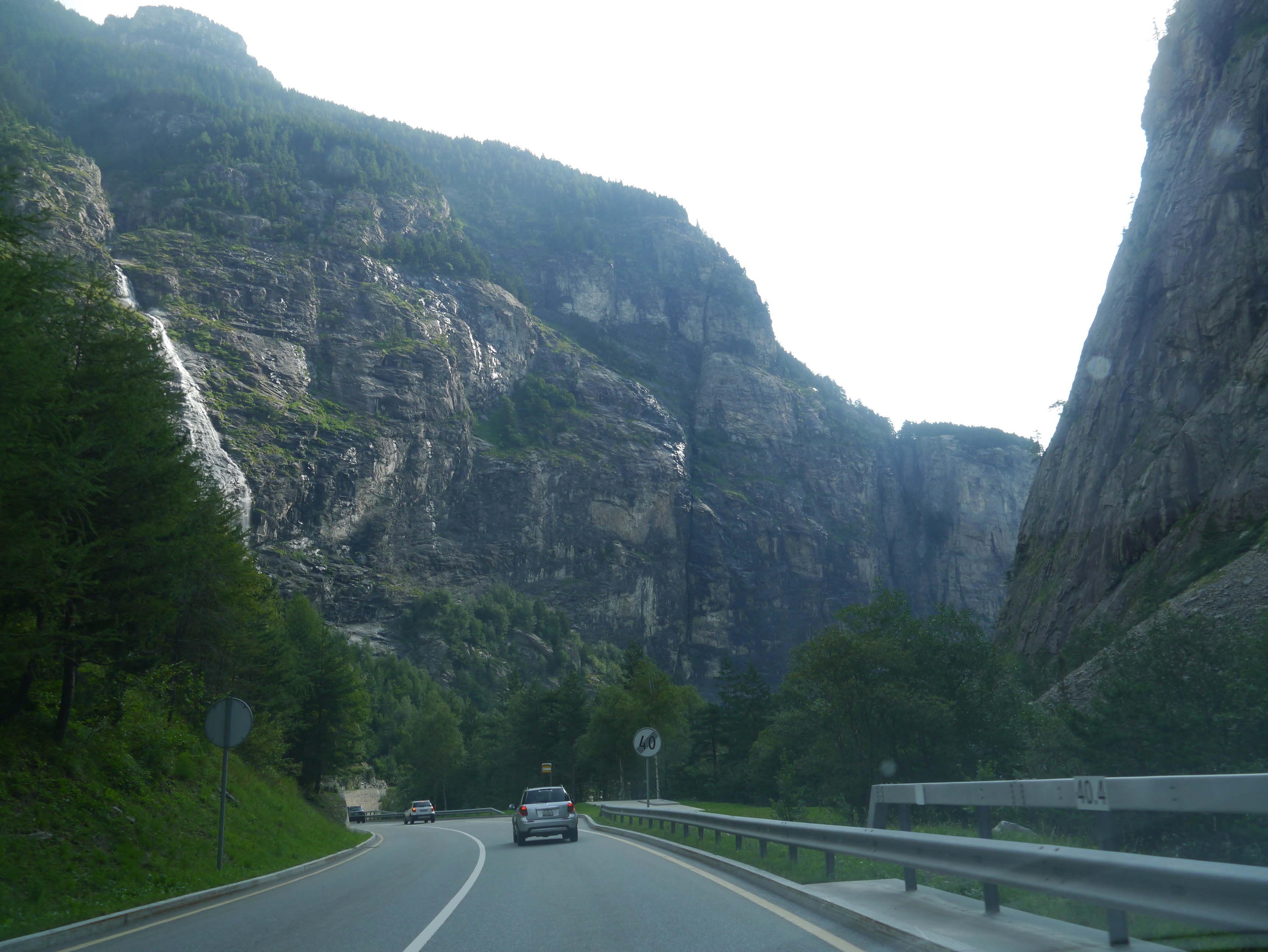
Entre Gondo et Simplon-Dorf.

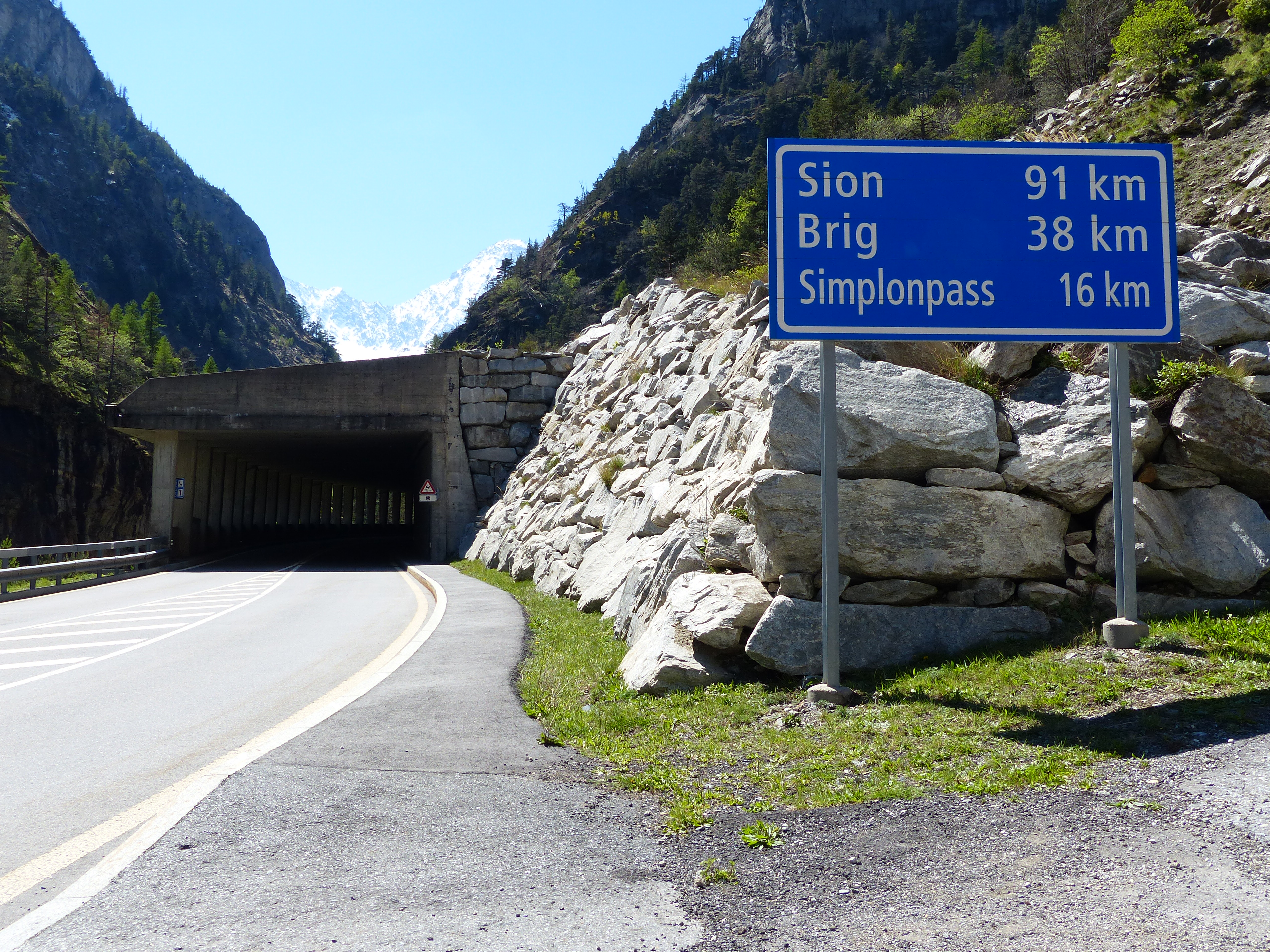
Entrée de la galerie précédent le tunnel de la Casermetta entre Gondo et Gabi.

  -  Aire de repos  (dans le sens Brig - Domodossola)
  -  Aire de repos  (dans le sens Brig - Domodossola)
  -  Aire de repos  (dans le sens Brig - Domodossola)
- Route prioritaire   Unners Berisal
  -  Pont du Ganter (678 m)
- Route prioritaire   Unners Berisal VS 8
- Route prioritaire   Berisal
- Route prioritaire   Stockalpji
- Route prioritaire   Brend
  -  Pont sur le Fronbach (100 m)
- Route prioritaire   Undri Egge
  -  Pont sur le Durstbach (100 m)
  - Station service Restoroute Aire de ravitaillement : Ganterwald (dans chaque sens)
- Route prioritaire   Rothwald
  - Station service Restoroute Aire de ravitaillement : Schutzhaus (dans le sens Brig - Domodossola)
- Route prioritaire   Wasen, Wintrigmatte
  - Tranchée couverte Bleue (ou de Rothwald) (748 m)
  -  de Schallbett (1440 m)
- Route prioritaire   Schallbett
  - Pont sur la Taferna
  -  de Kulm (ou du Simplon) (1832 m)
- Kulm

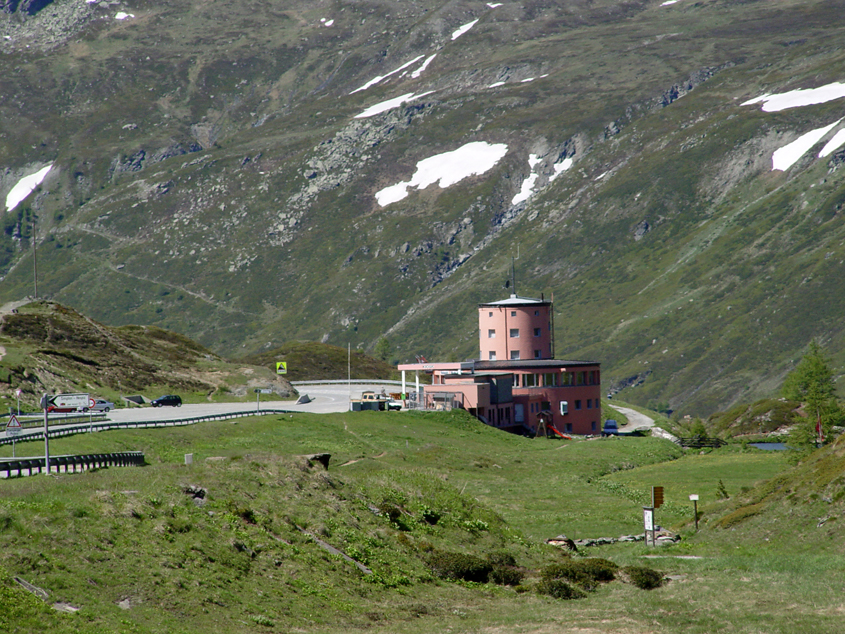
Montée sur le versant nord du Simplon.

- Col du Simplon (2005 m) + Ligne de partage des eaux entre plusieurs bassins versants Ligne de partage des eaux entre Mer Méditerranée et Mer Adriatique.
- Route prioritaire   Simplonpass
  -  Aire de repos  (dans chaque sens)
- Route prioritaire   Hospiz
  -  Aire de repos  (dans chaque sens)
  - Route prioritaire   Gampisch
  -  Aire de repos  (dans le sens Brig - Domodossola)
  -  Aire de repos  (dans le sens Brig - Domodossola)
- Route prioritaire   Engiloch
  - Tunnel d'Engi (1737 m)
- Route prioritaire   Bärnetscha, Engi
- Route prioritaire   Maschihüs
  -  Pont sur la Doveria
- Jonction gratuite   : Villes desservies : Simplon-Dorf, Egga (demi-jonction)
  -  Pont sur la Doveria
  -  Aire de repos  (dans chaque sens)
- Jonction gratuite   A9s (Bretelle de Simplon-Dorf) : Villes desservies : Simplon-Dorf, Blatt
  -  Pont sur la Doveria
- Jonction gratuite VS 905 : Villes desservies : Simplon-Dorf, Chluise (demi-jonction)
  -  Hostett I (510 m)
  - Route prioritaire   Hostett
  -  Tunnel Hostett II (205 m)
  -  Pont sur la Fura (200 m)
  -  Tunnel de Waxel (290 m)
  -  Tunnel de Fura (110 m)
  -  Aire de repos  (dans le sens Brig - Domodossola)

- Route prioritaire   Gabi
  -  de Gabi (70 m)
  -  Alte Kaserme (250 m)
  -  Hohsteg (350 m)
  - Pont sur la Doveria
  -  Sistulmatta (1150 m)
  -  Pont sur la Doveria
  -  Casermetta (645 m)

- -  Schalbettji (79 m)
  -  Presa d’Forul (525 m)
- Gondo VS 166
- San Marco
- (frontière)
- (Piémont, Italie)

## Gestionnaire
La Direction générale de la mobilité et des routes (DGMR) gère la partie vaudoise de la route et le Département des Transports, de l’Équipement et de l'Environnement la partie valaisanne. 
La route principale 9 utilise les routes cantonales et communales suivantes :
Vaud
- RC 251 : Vallorbe (Le Creux) - Lausanne (Place Chauderon)
- RC 780 : Lausanne (Avenue Rumine / Rue Belle-fontaine) - Aigle (Route de Lausanne)
- RC 705 : Aigle (Route de Lausanne) - Aigle (Route de transite), tronc commun à la H11
- Lausanne : Rue des Terreaux, Rue du Grand-Pont, Place Saint-François, Avenue du Théatre
- RC 780 : Aigle (Route de transite) - Bex / Saint-Maurice (pont sur le Rhône)

Valais
- VS T9 : Saint-Maurice - Sierre-Ouest (Siders-West)
- VS 629 : Sierre-Ouest : liaison T9 - N9
- Route communale n°1 (Sierre), Sierre-Ouest (N9) - Sierre-Sud (VS 44)
- VS 44 : Sierre-Sud
- Route communale n°1 (Sierre), Sierre-Sud (VS 44) - Sierre-Est (T9)
- VS T9 : Sierre-Est - Brigue (Brig)
- VS 8 : Brig-Glis - Schallberg (N9)

## Manifestations
La route est fermée chaque année pendant plusieurs heures à la circulation automobile au bord du lac Léman, pour deux manifestations :
- Marathon de Lausanne, lors d'un dimanche du mois d'octobre, de Lutry à La Tour-de-Peilz ;
- Vevey-Lavaux UP (randonnée, vélo, trottinette), lors d'un dimanche du mois d'avril, entre Cully et Vevey (piscine de Vevey-Corseaux Plage)[1].